# Nieuw-Zeeland op de Olympische Winterspelen 1952
Tijdens de Olympische Winterspelen van 1952, die in Oslo (Noorwegen) werden gehouden, nam Nieuw-Zeeland voor de eerste keer deel.

## Deelnemers en resultaten

### Alpineskiën
| Olympiër         | Discipline       | Resultaat | Prestatie                              |
| ---------------- | ---------------- | --------- | -------------------------------------- |
| Herbert Familton | afdaling (m)     | 65e       | 3.44,6 (+1.13,8)                       |
| Herbert Familton | reuzenslalom (m) | 77e       | 3.31,7 (+1.06,7)                       |
| Bill Hunt        | reuzenslalom (m) | 81e       | 3.51,6 (+1.26,6)                       |
| Bill Hunt        | slalom (m)       | r1: 75e   | 2e run niet startgerechtigd 1.29,5+dns |
| Annette Johnson  | reuzenslalom (v) | 39e       | 2.57,7 (+50,9)                         |
| Annette Johnson  | slalom (v)       | dq        | 1e run gediskwalificeerd               |

Argentinië · Australië · België · Bulgarije · Canada · Chili · Denemarken · Duitsland · Finland · Frankrijk · Griekenland · Groot-Brittannië · Hongarije · IJsland · Italië · Japan · Joegoslavië · Libanon · Nederland · Nieuw-Zeeland · Noorwegen · Oostenrijk · Polen · Portugal · Roemenië · Spanje · Tsjecho-Slowakije · Verenigde Staten · Zweden · Zwitserland